# New-York-City-Marathon 2017
Die 47. Ausgabe des New-York-City-Marathon (offiziell: TCS New York City Marathon 2017) fand am 5. November 2017 in New York City, Vereinigte Staaten statt. Er war der fünfte Lauf der World Marathon Majors 2017/18 und hatte das Etikett Gold der IAAF Road Race Label Events 2017.
Bei den Männern gewann der Kenianer Geoffrey Kamworor, bei den Frauen war mit Shalane Flanagan erstmals seit vierzig Jahren eine US-Amerikanerin siegreich. Rund 2,5 Millionen Zuschauer verfolgten die Veranstaltung. Nachdem es nur wenige Tage zuvor in der Stadt einen Anschlag mit acht Toten gegeben hatte, waren im Vorfeld die Sicherheitsmaßnahmen verschärft worden.

## Ergebnisse

### Männer
| Platz | Athlet              | Land               | Zeit (h) |
| ----- | ------------------- | ------------------ | -------- |
| 01    | Geoffrey Kamworor   | Kenia              | 2:10:53  |
| 02    | Wilson Kipsang      | Kenia              | 2:10:56  |
| 03    | Lelisa Desisa       | Äthiopien          | 2:11:32  |
| 04    | Lemi Berhanu        | Äthiopien          | 2:11:52  |
| 05    | Tadesse Abraham     | Schweiz            | 2:12:01  |
| 06    | Michel Butter       | Niederlande        | 2:12:39  |
| 07    | Abdi Abdirahman     | Vereinigte Staaten | 2:12:48  |
| 08    | Koen Naert          | Belgien            | 2:13:21  |
| 09    | Fikadu Girma Teferi | Äthiopien          | 2:13:58  |
| 10    | Shadrack Biwott     | Vereinigte Staaten | 2:14:57  |

### Frauen
| Platz | Athletin         | Land               | Zeit (h) |
| ----- | ---------------- | ------------------ | -------- |
| 01    | Shalane Flanagan | Vereinigte Staaten | 2:26:53  |
| 02    | Mary Keitany     | Kenia              | 2:27:54  |
| 03    | Mamitu Daska     | Äthiopien          | 2:28:08  |
| 04    | Edna Kiplagat    | Kenia              | 2:29:36  |
| 05    | Allie Kieffer    | Vereinigte Staaten | 2:29:39  |
| 06    | Sara Dossena     | Italien            | 2:29:39  |
| 07    | Eva Vrabcová     | Tschechien         | 2:29:41  |
| 08    | Kellyn Taylor    | Vereinigte Staaten | 2:29:56  |
| 09    | Diane Nukuri     | Burundi            | 2:31:21  |
| 10    | Stephanie Bruce  | Vereinigte Staaten | 2:31:44  |